# Francisco de Melo e Castro, Governador de Timor e Macau
Francisco de Melo e Castro foi um administrador colonial português que exerceu o cargo de Governador no antigo território português subordinado à Índia Portuguesa de Timor-Leste entre 1718 e 1719, tendo sido antecedido por Domingos da Costa e sucedido por Manuel de Santo António.